# Zgrada austro-ugarske vojarne u Goraždu
Zgrada austro-ugarske vojarne u Goraždu. Smještena je blizu obale Drine i Podhranjenskog otoka koji se ulijeva u Drinu u blizini vojarne.
Podignuta je 1886., nekoliko godina nakon austro-ugarskog zaposjedanja BiH, za potrebe austro-ugarske vojske.
U vojarni je bio stacioniran odvojeni 4. bataljun 66. pješačke regimente. Zgrada je doživjela razne prenamjene. Prvo je bila vojarna, pa bolnica. Dok je bila vojarna, dočekala je Drugi svjetski rat. Na drugom su katu bile smještene časne sestre poslije poznate kao Drinske mučenice. 1973. godine u ovu je zgradu prešla osnovna škola Nikola Tesla, danas osnovna škola Husein-ef. Đozo. Ispod zgrade nalazi se spomen-obilježje bl. Drinskim mučenicama.